# 辻畑鉄也
辻畑 鉄也（つじはた てつや、1956年2月29日 - ）は、日本の音楽家・作曲家である。山口県宇部市出身。慶應義塾大学法学部卒業。バンド「ピカソ」のボーカル・ギター担当。通称“リーダー”。
1984年にピカソのメンバーとしてデビューする。現在は作曲家・音楽プロデューサーとしても活動。
2000年にリリース元としてパーソナルレーベル「METRONOM Records」を立ち上げる。有限会社「PROJECT PICASSO」の社長でもある。「歌う社長」として活動中。また、地元である宇部市で新たなレーベル「ペリカン・トラックス」を立ち上げた。

## 楽曲提供
- AMAZONS『Kiss in the Dark』
- 池田聡『くちびるの赤』
- 石黒ケイ『ランダム』
- 大竹しのぶ『憧れの果て』
- 我那覇美奈『アノ雲ヲ追イカケヨウ』
- 辛島美登里『a piece of love』
- 杏子『アネモネ』
- 研ナオコ『冬のカトレア海岸』『最後の会話』
- 今野久美『地図にない街』
- 彩恵津子『ピグマリオン』
- 島崎路子『悲しみよりもそばにいる』
- シリア・ポール『めまいの森』
- スターボー『踊れ・LA･TA･TA』
- 高杢禎彦『一秒の奇蹟』
- 田原俊彦『六本木パルテノン』
- 田村英里子『誘惑のチャチャ』『東京ヴィーナス』
- 千葉美加『思い出はいらない』『あざやかにキメたい』『あのレコードを探せ!』
- 西野妙子『夏恋花火』
- 西村知美『16粒の角砂糖』『想い出スケッチ』『愛は透明気分』『絹の景色』『スター ワールド』『青い月影（シルエット）』『初めまして 愛』『ポケットに太陽』『風の砂丘』『雨の窓辺で』『人魚のまどろみ』
- 畠田理恵『ミ・ディオス〜RAILA〜』
- 光GENJI『POLE POSITION』『しょーがないよ!』『TOP OF THE BLUE』『そして旅がはじまる』
- 松田聖子『All Of You』『Love』『恋したら…』
- 松永夏代子『浮気なSACHIOに首ったけ』『モノトーンの夏』
- 薬師丸ひろ子『瞳で話して』
- 山田裕子『ミラーのdays in love』
- 雪村いづみ『終焉〜ジ・エンド〜』
- 『ゴロちゃん』（ひらけ!ポンキッキ）

他